# Československo na zimních paralympijských hrách
Československo se zúčastnilo všech zimních paralympijských her v letech 1976 - 1992. Od roku 1994 soutěžili čeští sportovci za Českou republiku.

## Účast na ZPH
| Poř. | Československo na ZPH      | Město / Země                | Zlatá olympijská medaile | Stříbrná olympijská medaile | Bronzová olympijská medaile | Celkem |
| 1    | Československo na ZPH 1976 | 1976 Örnsköldsvik (Švédsko) | 3                        | 0                           | 0                           | 3      |
| 2    | Československo na ZPH 1980 | 1980 Geilo (Norsko)         | 0                        | 1                           | 0                           | 1      |
| 3    | Československo na ZPH 1984 | 1984 Innsbruck (Rakousko)   | 0                        | 0                           | 0                           | 0      |
| 4    | Československo na ZPH 1988 | 1988 Innsbruck (Rakousko)   | 0                        | 0                           | 0                           | 0      |
| 5    | Československo na ZPH 1992 | 1992 Albertville (Francie)  | 0                        | 4                           | 2                           | 6      |
|      | Celkem                     |                             | 3                        | 5                           | 2                           | 10     |

## Medaile podle zimních sportů
| Sport           | Zlato | Stříbro | Bronz | Celkem |
| Alpské lyžování | 3     | 4       | 1     | 8      |
| běh na lyžích   | 0     | 1       | 1     | 2      |
| Celkem          | 3     | 5       | 2     | 10     |